# Vila Bela da Santíssima Trindade
Vila Bela da Santíssima Trindade is een gemeente in de Braziliaanse deelstaat Mato Grosso. De gemeente telt 14.523 inwoners (schatting 2009).

## Aangrenzende gemeenten
De gemeente grenst aan Comodoro, Conquista d'Oeste, Nova Lacerda, Pontes e Lacerda en Porto Esperidião.

### Landsgrens
En met als landsgrens aan de gemeente San Matías in de provincie Ángel Sandoval en aan de gemeente San Ignacio de Velasco in de provincie José Miguel de Velasco in het departement Santa Cruz met het buurland Bolivia.

## Galerij

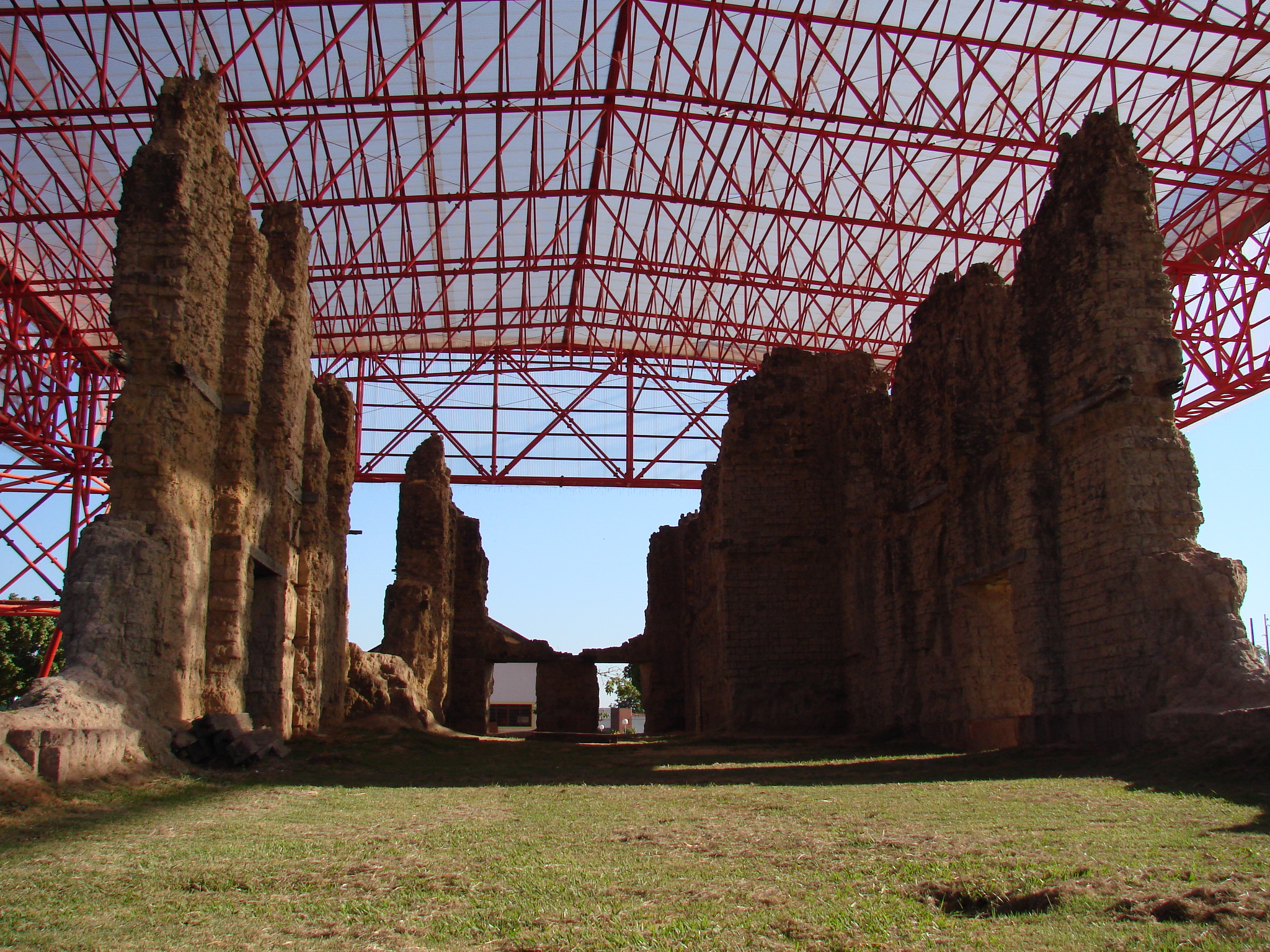
Ruïne van de kerk van Vila Bela
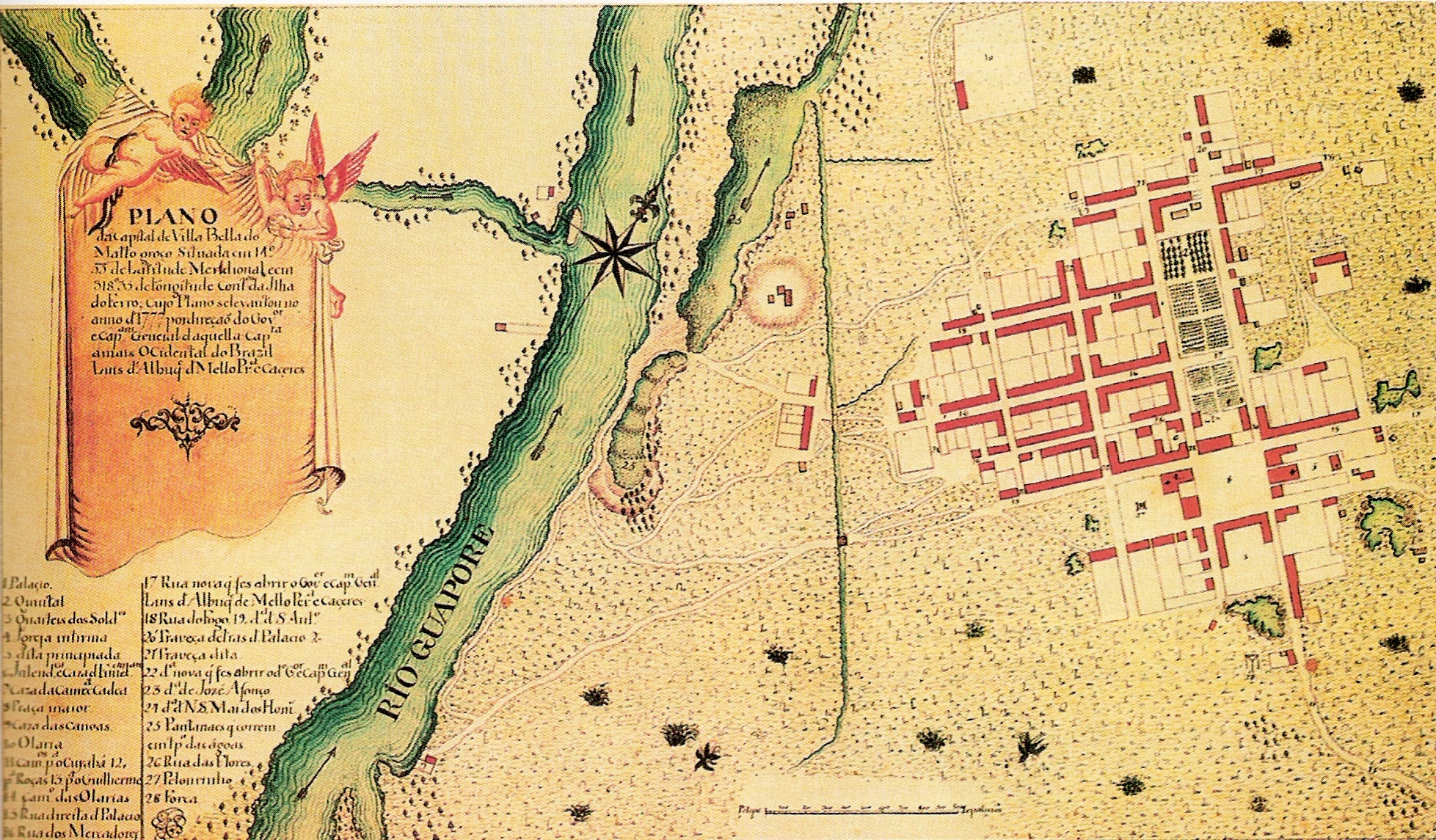
Oude stadsplattegrond van Vila Bela